# 부산 남구의회
부산 남구의회는 부산광역시 남구 지역을 관할하는 기초의회이다.